# Splendeuptychia junonia
Splendeuptychia junonia är en fjärilsart som beskrevs av Butler 1866. Splendeuptychia junonia ingår i släktet Splendeuptychia och familjen praktfjärilar. Inga underarter finns listade i Catalogue of Life.